# Hrvatski povijesni prostor prije doseljenja Hrvata
Najstariji tragovi ljudske nazočnosti na hrvatskom tlu potječu iz starijeg kamenog doba. U špilji Šandalji pokraj Pule i u Punikvama pokraj Ivanca otkrivene su kamene izrađevine predneandertalske rase, a ostatci neandertalskoga pračovjeka pronađeni su na Hušnjakovu brijegu u Krapini. Arheološki nalazi iz paleolitika otkriveni su i na drugim lokalitetima diljem Hrvatske (Vindija, Veternica i dr.). Neolitik (oko 6000. pr. Kr. – oko 3000. pr. Kr.) je obilježen podizanjem stalnih i organiziranih naselja, kao i izradom keramičkoga i glinenog posuđa. Na jadranskom području najznačajnije su neolitičke kulture impresso, danilska i hvarska, u unutrašnjosti sopotska i korenovska, a glavna su nalazišta otkopana u Smilčiću pokraj Zadra, Danilu pokraj Šibenika, Markovoj i Grapčevoj špilji na Hvaru i dr. Prijelazno razdoblje iz kamenoga u brončano doba, tzv. eneolitik, u kojem započinje obrada i uporaba prvog metala – bakra, pokriva vučedolska kultura (oko 3000. pr. Kr. – oko 2200. pr. Kr.), nazvana prema lokalitetu Vučedol na obali Dunava pokraj Vukovara. U brončanom dobu (oko 2500. pr. Kr. – oko 800. pr. Kr.), razdoblju velikih etničkih nemira i migracija, nastavlja se razvijati metalurgija i tehnologija obrade brončanih predmeta. Izdvaja se više kulturnih skupina (u Istri gradinska kultura, u sjevernoj Hrvatskoj kultura polja sa žarama, u Dalmaciji cetinska kultura i dr.), koje su nastale simbiozom prijašnjih kulturnih tradicija i raznovrsnih utjecaja snažnih okolnih kultura. Pojavom sustavne proizvodnje i uporabe željeznih predmeta započelo je željezno doba (oko 800. pr. Kr. – početak 1. st.), tijekom kojega su se na prostoru današnje Hrvatske pojavile prve etničke zajednice, čija su imena zabilježili grčki i rimski pisci. Pripadale su ilirskim Histrima, Japodima, Liburnima, Delmatima, Ardijejcima i dr., a bile su pod snažnim utjecajima grčkih i italskih kultura te od 4. st. pr. Kr. i pod utjecajem keltske duhovne i materijalne kulture.
Zahvaljujući trgovačkim putovima i vezama starosjedilački narodi brončanoga i željeznoga doba na tlu današnje Hrvatske već su od 8. st. pr. Kr. imali dodira s umjetničkom proizvodnjom Grka i Etruraca, no tek se dolaskom grčkih kolonizatora u 4. st. pr. Kr. stvaraju uvjeti za uspostavu i jače širenje antičke civilizacije na istočnoj obali Jadrana. Posredovanjem grčkih kolonija, kao što su Issa (Vis) i Pharos (Stari Grad na Hvaru), širi se grčki utjecaj prepoznatljiv u pismu, kovanju novca, trgovini, parcelaciji zemljišta i gradnji zidina. Od 2. st. pr. Kr. Rim postupno organizira svoju vlast te stvara više administrativnih područja – provincija (Dalmacija, Panonija). Kulturni i gospodarski razvoj s odlikama rimske civilizacije (urbanizam, arhitektura, kiparstvo, kultovi, kovanje novca, trgovina) najprije zahvaća jadransku obalu, a potom i njezino duboko zaleđe. Brojna naselja stječu odlike rimskoga grada (Parentium/Poreč, Salona/Solin, Iader/Zadar, Narona/Vid kraj Metkovića, Aenona/Nin, Varvaria/Bribir), oblikuju se forumski kompleksi s bazilikama, kurijama, termama i dr., ali i raskošne zgrade javne namjene, osobito teatri (Pola/Pula, Salona) i amfiteatri (Pola, Salona, Burnum/Ivoševci kraj Kistanja). Na panonskom području nastaju kupališna naselja (Aquae Iasae/Varaždinske Toplice) te bitniji gradovi, od kojih je uglavnom sačuvana oskudna arhitektura (Siscia/Sisak, Marsonia/Slavonski Brod, Mursa/Osijek, Cibalae/Vinkovci). Posebno mjesto među spomenicima zauzima Dioklecijanova palača u Splitu. Kao postignuća rimsko-helenističkoga graditeljstva ističu se ladanjsko-gospodarske vile (Brijuni, Polače na Mljetu), ceste (Salona−Sirmium, Emona−Sirmium) te mostovi i akvedukti (Dioklecijanov vodovod). Nakon Konstantinova edikta o toleranciji 313. započinje procvat ranokršćanske umjetnosti u prirodnoj simbiozi s antičkom kulturom. Najvažniji spomenici ranokršćanske sakralne arhitekture nalaze se u Saloni, a osobitu vrijednost imaju ranokršćanska groblja sjeverno od grada (Marusinac, Manastirine, Kapljuč). Nakon što je Bizant kao istočni nasljednik Rimskoga Carstva sredinom 6. st. postao glavnom političkom silom u Italiji i na istočnom Jadranu, za obranu i kontrolu plovnoga puta podignut je niz utvrda, među kojima se ističe bizantski castrum na Velom Brijunu. Veličanstven je arhitektonski spomenik iz toga doba i kompleks Eufrazijeve bazilike u Poreču. Krajem 6. st. na području Hrvatske počinje nagli pad visoke antičke civilizacije. Razlog je tomu gospodarsko propadanje gradova zbog sve češćih prodora »barbarskih« plemena.

## Prapovijest

### Kameno doba
Starije kameno doba (paleolitik) je najstarije i najduže razdoblje ljudske povijesti; naziv paleolitik prvi je upotrijebio John Lubbock 1865. razdvojivši kameno doba na paleolitik i neolitik. U Europi se paleolitik podudara s geološkim razdobljem pleistocena (počinje prije 2,5 milijuna god.), dok u Africi započinje već u pliocenu; prije 4 milijuna god. Završio je sa zadnjim ledenim dobom 10 000 god. pr. Kr. U gospodarskom smislu to je razdoblje lova i skupljanja plodova, nomadskoga načina života, pa se arheološki ostatci nalaze uglavnom u špiljama, pripećcima, ali i na otvorenom. Najranije početke posvjedočuju kamene rukotvorine izrađene cijepanjem sedimentnih, metamorfnih i eruptivnih stijena te minerala. Starije kameno doba se dijeli na donje (starije), srednje i gornje (mlađe). Na području Hrvatske postoje mnogobrojna paleolitička nalazišta. Najstariji nalaz predstavlja jednostavni udarač od okresanog potočnog oblutka iz špilje Šandalje I. kraj Pule. Kameni ručni klinovi iz razdoblja starijeg paleolitika pronađeni su u Ponikvama kraj Ivanca, Golubovcu i Donjem Pazarištu u Lici. Najpoznatije nalazište u Hrvatskoj je brdo Hušnjakovo kraj Krapine gdje su nađeni ostaci neandertalaca (varijanta poznata pod imenom krapinski pračovjek) uz artefakte iz srednjeg paleolitika. Ostaci neandertalaca nađeni su i u špilji Veternici kraj Zagreba, u Vindiji kraj Ivanca i Velikoj pećini kraj Trakošćana. U Hrvatskoj zasad nema tragova paleolitičke umjetnosti, ali postoje drugi nalazi iz razdoblja mlađega paleolitika. Uz ostatke Homo sapiens sapiensa pronađena su kamena i koštana oruđa i oružja iz toga razdoblja u Romualdovoj pećini kraj Rovinja, Vergottinovoj pećini kraj Poreča, Pupićinoj peći,  Vindiji, Velikoj pećini, na lokalitetu Šandalje II., Cresu, Lošinju, Krku, Rabu, Dugom otoku. Paleolitički nalazi nađeni su i u pećini Bukovac u Gorskom kotaru, Cerovačkoj špilji u Lici i kanjonu Čikole.
Srednje kameno doba (mezolitik) je prapovijesno razdoblje lovačko-skupljačkih zajednica i njihove kulture od kraja ledenoga doba (pleistocena) do pojave neolitika u ranom i srednjem holocenu; naziv mezolitik uveo je Hodder M. Westropp 1872. Trajalo je približno od 10 000. do 6500. pr. Kr. Različite »etničke« seobe dovele su do usitnjavanja kulturne slike Europe. Zbog promjene klimatskih prilika, tj. zatopljivanja i otapanja snijega, u mezolitiku je prevladavao lov na sitne životinje i ribolov. Osim karakterističnih mikrolita, počela se izrađivati nova vrsta oružja, harpun. Ljudi sa značajkama današnjega čovjeka, postupno su pripitomljivali životinje (goveda, ovce i koze), te s nomadskoga prelazili na život u stalnim naseljima. Prijelazno razdoblje, srednje kameno doba, tj. mezolitik, u Hrvatskoj je nedovoljno istraženo i o njemu se malo piše. Gravettienska je kultura postupno prelazila u različite faze epipaleolitika i mezolitika. To je očito u Šandalji II, a pojedinačni nalazi zabilježeni su u Oporovini na Učki, Vergottinovoj pećini na Poreštini, Klanjčevoj pećini na Ćićariji, Podosojnoj pećini u Mošćeničkoj Dragi i na otvorenome nalazištu u Savudriji. Istraživanjima u Pupićinoj pećini u Veloj dragi otkriveni su važni nalazi datirani u gornji paleolitik i mezolitik. Uz malo oruđe i oruđe složenoga tipa, pronađeno je i nekoliko ljudskih kostiju. R. Battaglia pronašao je 1944. lubanje u pećini kraj Baderne (Dančeva pećina). Sondiranjima u kvartarnim naslagama pećine Oporovina, M. Malez je u sloju »e« pronašao ostatke pokopa u pećinskome prostoru, odnosno veći dio ljudskoga kostura s ukrasima od dijelova jelenjega roga. U Klanjčevoj pećini iznad Bresta pronađena su uz mezolitsko kameno i koštano oruđe i dva čovječja vratna kralješka. Najbolje očuvano mezolitičko naselje sjedilačkoga načina života, što je inače značajka neolitika, jest Lepenski vir na Dunavu, Srbija.
Mlađe kameno doba (neolitik) je razdoblje prvih prapovijesnih zajednica utemeljenih na proizvodnji hrane, odnosno kultivaciji biljaka i domestikaciji životinja; naziv (engleski Neolithic) uveo je 1865. britanski antropolog John Lubbock. Uz to razdoblje usko je povezan i sjedilački način života u trajnim naseljima, u kojima se podižu prvi čvrsti stambeni objekti. Najtipičnija kulturna novina izradba je predmeta od keramike te primjena novih tehnika glačanja i brušenja kamena. Pojava metala, njegova razvijena proizvodnja, šira uporaba i primjena, obilježavaju kraj neolitičkoga razdoblja. U europskim razmjerima to je polovica IV. tisućljeća pr. Kr. (3500 god. pr. Kr.). Prve izrazito neolitičke kulture u Hrvatskoj, starčevačku i impressokeramičku, nasljeđuju sopotska i korenovska kultura u kontinentalnoj Hrvatskoj, a danilska, hvarska i velolučka na jadranskoj obali, otocima i u zaleđu. Krajem mlađega kamenog doba u najistočnije dijelove Hrvatske prodire i vinčanska kultura, a u sjeverozapadne regionalna inačica lengyelske kulture. Obje spomenute pojave već imaju i određena obilježja bakrenoga doba, odnosno eneolitika. Neolitičko doba dobro je istraženo u kontinentalnoj Hrvatskoj (Vinkovci, Sarvaš, Vučedol, Zadubravlje i Igrač kraj Slavonskog Broda te Pepelana kraj Virovitice s naseljima starčevačke kulture; Malo Korenovo, Kaniška Iva, Tomašica i Drljanovac s naseljima linearnotrakaste kulture; Sopot, Bapska, Vinkovci–Ervenica, Osijek i Klokočevik kraj Slavonskog Broda s naseljima sopotske kulture; Ozalj s naseljem lengyelske kulture). Nalazišta impresso kulture na Jadranu predstavljaju Grapčeva i Markova špilja na Hvaru, Smilčić, Bribir, Vaganačka špilja na Velebitu, Jami na Sredi na Cresu te Vižula u Medulinu. Danilsku i hvarsku kulturu predstavljaju Danilo, Smilčić, Vela spila na Korčuli, Markova i Grapčeva špilja te Gudnja na Pelješcu.

### Bakreno doba
Bakreno doba ili eneolitik (halkolitik, kuprolitik), prapovijesno razdoblje između neolitika i brončanoga doba kojemu obilježje daje preradba i uporaba bakra u izradbi oruđa, oružja i nakita. Početak bakrenoga doba može se okvirno datirati u IV. tisućljeće s trajanjem do pred kraj III. tisućljeća pr. Kr., tj. do otkrića i uporabe brončane slitine kao nove sirovine. U bakreno doba može se datirati i začetak stvaranja kasnijih prapovijesnih i povijesnih etničkih skupina. Nova religijska shvaćanja usko su povezana s novim obredima ukapanja pokojnika, tj. osim inhumacije utvrđena je incineracija (spaljivanje) kao i grobovi tumuli. Bakreno doba razdoblje je nastanka patrijarhalnih i plemenskih zajednica. Začetak rudarstva i obradbe bakra, zlata i srebra mogu se držati začetcima novog obrta i danas nezamisliva života bez kovinske industrije. Zato bakreno doba ima obilježje kulturne prijelomnice u povijesti civilizacije čovječanstva. Eneolitičko doba zastupljeno je u kontinentalnoj Hrvatskoj nalazištima lasinjske kulture (Lasinja, Beketinec, Cerje Tužno, špilja Vrlovka, Drljanovac i Ozalj), badenske kulture (Bapska, Vučedol, Sarvaš, Donji Saloš kraj Slavonskog Broda), kostolačke kulture (u Vučedolu, Ašikovcima, Ceriću kraj Vinkovaca, Grabrovcu kraj Đakova i Slavči kraj Nove Gradiške), vučedolske kulture (Vučedol, Vinkovci, Sarvaš, Opatovac, Staro Čiče).

### Brončano doba
Brončano doba je prapovijesno razdoblje kojemu obilježje daje uporaba bronce u izradbi oruđa, oružja i nakita. Uporaba bronce počinje u jugoistočnoj Europi sredinom, a u srednjoj u drugoj polovici III. tisućljeća pr. Kr. Brončano doba uglavnom završava oko 800. do 700. pr. Kr. Glavne su djelatnosti stočarstvo i ratarstvo; izum i primjena plugova, koje su obično vukli volovi, znatno je utjecao na proizvodnju hrane. Iskorištavanje rudnih bogatstava utjecalo je na razvoj kovinske proizvodnje, obrta, trgovine, umjetničkih ostvarenja u graditeljstvu, slikarstvu i umjetničkom obrtu te nizu promjena u strukturi življenja dotadašnjih društvenih zajednica. Brončano doba u Hrvatskoj započinje u posljednjim stoljećima III. tisućljeća i traje do VIII. st. pr. Kr. Na području sjeverne Hrvatske razvija se u rano brončano doba vinkovačka kulturna skupina, a na jugu, uz tok rijeke Cetine, izdvaja se cetinska kulturna skupina, poznata po mnogobrojnim kamenim grobnim humcima. U srednje brončano doba u kontinentalnoj Hrvatskoj, u savsko-dravskom međurječju, razvijaju se vatinska skupina, skupine s litzenskom i panonskom inkrustiranom keramikom te kultura grobnih humaka. U Istri započinje izgradnja utvrđenih gradina (kasteljeri – Makadanj, Vrčin). Kasno brončano doba u kontinentalnoj Hrvatskoj obilježava kultura polja sa žarama te mnogobrojne i vrlo bogate ostave s oružjem, oruđem, nakitom. Nalazi reprezentativnog oružja potvrđuju postojanje izdvojenoga društvenog sloja ratničke aristokracije.
Rano brončano doba u sjevernoj Hrvatskoj predstavlja vinkovačka kultura, koja je utvrđena u Vinkovcima, Vučedolu, Oroliku i Privlaci, sve do Drljanovca u sjeverozapadnoj Hrvatskoj. Na Jadranu je ono zastupljeno nalazima u Markovoj i Grapčevoj špilji, te nalazištima cetinske kulture u Gudnji, Ravlića pećini, Škarinu samogradu, Tradnju. U Istri su iz tog razdoblja nalazišta Cingarela, Javorika na Velikom Brijunu, Trogrla pećina, Vrčin. Srednje brončano doba u sjevernoj Hrvatskoj obilježeno je vatinskom kulturom u Sotinu, Vukovaru, Vinkovcima (iskopine kod zgrada NaMe i banke), kao i širenjem skupina s inkrustiranom keramikom (transdanubijskom u Baranji – Kozarac, Darda i Lug te mjesnom varijantom iz Dalja i Bijelog Brda). Uz inkrustiranu keramiku javlja se u sjevernoj Hrvatskoj i litzenska keramika (Litzen-keramik) u Podgoraču, Grabrovcu, nizu nalazišta oko Koprivnice. Metaluršku proizvodnju potvrđuju skupni nalazi brončanih predmeta u Lovasu i Vukovaru. Početak srednjega brončanog doba u Istri obilježen je izgradnjom utvrđenih gradina – kasteljera (Monkodonja kraj Rovinja, Mordele kraj Poreča i Vrčin). Kasno brončano doba u sjevernoj Hrvatskoj započinje virovitičkom skupinom, potvrđenom nalazištima u Virovitici, Sirovoj Kataleni, Moravču kraj Sesveta i Drljanovcu; slijedi zatim skupina Zagreb s nalazištima Vrapče, Horvati, Igrišće na Kalniku, Križevci u sjeverozapadnoj Hrvatskoj, a u Posavini Novigrad na Savi te groblje Gređani kraj Okučana. Na prijelazu u posljednje prapovijesno tisućljeće nastaje skupina Velika Gorica, a nešto poslije skupina Dalj u istočnoj Slavoniji (Dalj, Vukovar – Lijeva Bara). Na prostoru kulture polja sa žarama sjeverne Hrvatske i sjeverne Bosne poznato je oko 70 brončanodobnih ostava (u Hrvatskoj Paklenica, Veliko Nabrđe, Kloštar Ivanić, Miljana, Matijevići, Brodski Varoš, Poljanci, Otok–Privlaka, Bizovac, Bošnjaci, Punitovci, Račinovci, Donja Bebrina, Slavonski Brod, Šarengrad, te niz ostava iz sjeverne Bosne kao Vidovice, Novi Grad, Monj, Boljanić).

### Željezno doba
```
kraj 
Otočca
 otkriveni su ostatci naselja i nekropola ilirskih 
Japoda
 iz 1. tisućljeća pr. Kr. Život se ondje odvijao i u rimskom razdoblju. Visoku razinu umjetničkog obrta predstavljaju brončani ukrasni predmeti specifičnih oblika, poput ukrasa za glavu (oglavlja), privjesaka, okova za pojas, kopči, fibula i dr., dok posebno obilježje nakitu daju jantar i staklena pasta.]]
```

Željezno doba je posljednje tehnološko i kulturno razdoblje prapovijesti, obilježeno razvojem metalurgije željeza i njegovom širokom uporabom u proizvodnji oruđa, oružja pa i nakita. U povijesti civilizacije željezo se javilo relativno kasno jer je za njegovo dobivanje potrebna visoka temperatura, za razliku od bakra. U arheološkoj znanosti od kraja XIX. st. željezno doba dijeli se na starije i mlađe; starije ili halštatsko (prema nalazištu Hallstatt kraj Salzburga u Austriji) u srednjoj i zapadnoj Europi trajalo je približno od 800. do 450. pr. Kr., a mlađe ili latensko (prema nalazištu La Tène na Neuchâtelskom jezeru u Švicarskoj) od 450. pr. Kr. pa do poč. I. st. U hrvatskim je krajevima željezno doba počelo u različito vrijeme – u Istri u XI. st. pr. Kr., u Lici tijekom X. st. pr. Kr., a u sjevernoj Hrvatskoj, slično kao u zapadnoj i srednjoj Europi, oko 800. pr. Kr. Dio današnjega hrvatskog područja našao se u susjedstvu visokih sredozemnih civilizacija (grčka, etrurska, italska), koje su ostavile i prve pisane podatke o životu u našim krajevima. Stoga se nositelje halštatskih kultura može i etnički odrediti kao Histre, Japode, Liburne, Delmate ili Panone. Materijalna kultura željeznoga doba u sjevernoj Hrvatskoj uglavnom je poznata iz grobova – osobitost je pokapanje istaknutih članova zajednice pod velikim grobnim humcima, tj. tumulima – dok se ona jadranske obale, zaleđa i Like nalazi i u utvrđenim naseljima na uzvisinama, tzv. gradinama. U istočnoj Slavoniji i Baranji prepleću se utjecaji iz jugoistočnoga alpskog i srednjega balkanskog prostora (daljska kultura), a kulturne skupine srednje Slavonije, Podravine i Međimurja (skupina Martijanec-Kaptol) čvrsto su povezane s halštatskim kulturama Austrije, zapadne Mađarske i jugozapadne Slovačke, ali nisu zanemarivi ni utjecaji središnjega balkanskog prostora, a preko njega i grčke kulture (kacige i knemide iz groba u Kaptolu). Željeznodobna kultura u Istri od VIII. st. pr. Kr. nadalje sve se izrazitije oslanjala na kulturu Este venetskoga prostora, koja je imala važnu ulogu u daljnjem razvoju histarske kulture. Predmeti etrurskoga podrijetla, slikana apulska i korintska keramika potvrđuju stalne dodire sa susjednom jadranskom obalom. Na području Like svoju željeznodobnu kulturu razvijali su Japodi, a u njoj se prepoznaje utjecaj zapadnobalkanskih kultura, ali i jasna orijentacija prema jadranskomu svijetu. Unatoč tragovima mnogobrojnih gradinskih naselja, i japodska se materijalna kultura najbolje poznaje iz prostranih grobalja u kojima su pokopani pokojnici opremljeni bogatim nakitom (brončani, jantarni, stakleni). Liburnska plemena u sjevernoj Dalmaciji i delmatska u južnijim krajevima razvijala su graditeljstvo i umjetnički obrt ovisan o grčkim i italskim radioničkim središtima. Zahvaljujući živim vezama sa sredozemnim kulturama kasnohalštatska civilizacija zapadne i srednje Europe tijekom V. st. pr. Kr. preobrazila se u latensku kulturu mlađega željeznog doba, a njezini glavni promicatelji bili su Kelti. Potkraj IV. st. pr. Kr. neka su keltska plemena (Taurisci, Skordisci) naseljavala i pojedine dijelove srednje Hrvatske i Slavonije, gdje su na strateški važnim položajima gradila naselja utvrđena zemljanim nasipima i širokim vodenim opkopima. Prvi su u spomenute krajeve uveli proizvodnju keramike na brzorotirajućem lončarskom kolu. Lončarija sive boje, uglavnom bez ukrasa, izvrsne je kvalitete, ali zbog serijske proizvodnje jednolična. U nošnju su Kelti uveli nove tipove fibula žičane konstrukcije, katkad izrađene i od željeza. Značajno je obilježje latenske kulture i kovanje te uporaba novca. Tijekom III. do I. st. pr. Kr. latenska keltska kultura djelovala je i na autohtone kulture Japoda, Liburna i Delmata iako su posljednje dvije već od IV. st. pr. Kr. bile podložne izrazitoj helenizaciji.
U željeznom dobu na prostoru istarske kulturne skupine ističu se nekropole u Bermu, Limskoj gradini, Vizačama (Nesactium), Picugima, Puli. Na prostoru liburnske skupine važna su liburnska središta u Ninu, Vrsima, Zadru te nalazišta u Bribiru, Jablancu, Kastvu, Lisičiću, Murteru, Nadinu, Novalji, Osoru, Radovinu; poznato je i 18 liburnskih ostava. Sjeverozapadna Hrvatska i srednja Slavonija pripadaju istočnomu halštatskom krugu (Martijanec, Jalžabet, Turčišće–Dvorišće u Međimurju te Kaptol u Slavoniji). Japodska su nalazišta u Lici Kompolje, Prozor, Smiljan, Široka Kula, Vrebac. Nalazi iz srednje Dalmacije, iz Korčule, Solina, Brača (Vičja Luka), Zadra, potvrđuju trgovačke odnose s grčkim i italskim središtima. Nalazi helenističke kulture posebice su utvrđeni u grčkim kolonijama kao što su Issa (Vis), Pharos (Stari Grad na Hvaru), Tragurion (Trogir), Epetion (Stobreč), ali i drugdje na jadranskoj obali i priobalju, u mjestima kao što su Gradina u Dragišiću, Podgrađe (Asseria), Velika Mrdakovica. Mlađeželjeznodobnoj kulturi sjeverne Hrvatske daju obilježja keltska nalazišta Batina, Privlaka, Orolik, Osijek, Paljevine kraj Donje Bebrine na Savi, zatim Delovi kraj Koprivnice, Đurđevac, Križovljan kraj Varaždina i Zvonimirovo kraj Virovitice, odakle ide prema Savi (Paljevine) crta razgraničenja između Tauriska i Skordiska.

## Antika

### Iliri, Kelti i Grci
Iliri (grčki Ἰλλυρıοί, Illyrioí, latinski Illyrii) su skupina međusobno srodnih naroda koja je od kraja brončanoga doba i u antičko doba nastavala uglavnom zapadna područja Balkanskoga poluotoka. Na istočnoj jadranskoj obali spominje ih već grčki logograf Hekatej iz Mileta (oko 500. pr. Kr.). Stoljeće i pol poslije Pseudo-Skilak navodi imena nekih ilirskih naroda i lokalizira njihova naselja na obalnome pojasu približno od rijeke Krke do Vlore (Vlorë) u Albaniji. Čini se da su se prvotno samo pripadnici jedne etničke skupine, naseljene negdje na granici Epira, zvali Iliri. To su možda Plinijevi »Iliri u užem smislu«. Poslije se naziv proširio na narode sjeverozapadnoga dijela istočne jadranske obale (na Histre i Liburne) i na narode u unutrašnjosti sve do Drave i Dunava. U znanosti još nije riješeno pitanje geneze i podrijetla Ilira. Ranije hipoteze o njihovu podrijetlu i dolasku iz srednje Europe, s područja unjetičke i lužičke kulture, danas su uglavnom napuštene. Po jednoj hipotezi Iliri bi na Balkanskom poluotoku bili autohtoni stanovnici jer pokazuju stanovit kontinuitet s nekim prethodnim kulturama. Mitologija ih je dovodila u vezu s Ilirijem, sinom Kadma i Harmonije. Iliri su prodrli sve do Epira, odakle su se (možda oko 1000. pr. Kr.) prebacili u Italiju i zaposjeli njezinu jugoistočnu obalu (Japigi, Daunijci, Kalabri, Mesap/ijc/i i dr.). Iz Epira su se proširili i u središnju Grčku, pa i na Peloponez, a sjeverno od Epira naselili su dijelove današnje Makedonije i Srbije; možda su sudjelovali i pri osvajačkim pohodima Tračana u Maloj Aziji. Antički pisci (Herodijan, Livije, Plinije, Strabon, Teopomp i dr.) donose i poneku vijest o fizičkoj konstituciji i o životu Ilira: tvrde za njih da su bili visoka rasta, jaki, dobri ratnici, odani piću, da nisu mnogo pazili na čistoću, da su svake osme godine ponovno dijelili zemljišne posjede. Živjeli su u patrijarhatskim zajednicama, politički razjedinjeni, u međusobnim borbama i u neprijateljstvu s grčkim kolonistima i s Makedoncima, a poslije i s Rimljanima. Živjeli su djelomično u utvrđenim gradinama, a bavili su se poljodjelstvom, lovom i (u primorju) gusarenjem. Nakon upada Kelta na Balkanski poluotok neka su se ilirske etničke skupine pomiješale s njima: o Japodima Strabon izričito kaže da je ilirski narod pomiješan s Keltima. Tako su neki narodi, koje antički autori navode kao ilirske, zapravo već ilirsko-keltska mješavina. Na istočnoj obali Jadrana najistaknutiji su ilirski narodi bili Histri u Istri, a dalje prema jugoistoku Liburni, Delmati, Daorsi, Ardijejci i Plereji. U unutrašnjosti zemlje: Japodi u zaleđu Hrvatskoga primorja; Jasi, Kolapijani, Varcijani i Breuci u međurječju Sava–Drava–Dunav.
Kelti (lat. Celtae i Galli) su skupina indoeuropskih narodâ, naseljenih potkraj II. i u poč. I. tisućljeća pr. Kr. na prostranu području sjeverno od Marne; odatle je počelo njihovo širenje na jug, po Galiji (Gali) i Pirenejskome poluotoku (Keltiberi). Za velike seobe u V. st. pr. Kr. prešli su u Britaniju, proširili se po zapadnoj i srednjoj Njemačkoj, osvojili gornju Italiju (Gallia Cisalpina) i 387. pr. Kr. prodrli do Rima. Daljnji valovi Kelta prelili su se po južnoj Njemačkoj i Češkoj (Boji) te po Panoniji. Odatle su 280. pr. Kr. krenuli u Traciju i Makedoniju, iduće su godine stigli do Delfa, a 278. pr. Kr. prešli preko Helesponta u Malu Aziju, gdje su se trajno naselili (Galati ili Galaćani). Rezultat je tih velikih seoba bio to da je na golemu području od Atlantskoga oceana do Crnoga mora nastao jedinstven kulturni krug, u kojem je prevladavala latenska kultura, kojoj su nositelji bili Kelti i plemena što su potpala pod njihovu vlast. U zemljama u kojima su se naselili Kelti su se etnički izmiješali sa starosjediocima, osobito s Venetima i Ilirima. Kelti su imali dobro utvrđene gradove (lat. oppida), razvijen lončarski, tkalački i kovački obrt; umjetnički obrt bio je na velikoj visini. Srednju Europu Kelti su upoznali s upotrebom lončarskoga kola i žrvnja. Za keltski društveni poredak značajan je istaknuti položaj plemića i svećenika. U pohodima 58. do 51. pr. Kr. Cezar je osvojio Galiju i u spisu Komentari o galskom ratu donio mnogo važnih kulturnopovijesnih podataka o Keltima. U I. st. uglavnom su sva područja koja su nekoć nastanjivali Kelti osvojili Rimljani i Germani. Skordisci (grč. Σϰoρδίσϰoι, Skordískoi, lat. Scordisci) su keltsko pleme naseljeno u antičko doba na obalama Morave. God. 292. pr. Kr. pokorili su ilirske Autarijate, a nakon teškoga poraza protiv Grka 279. pr. Kr. povukli su se na područje rijeka Save, Drave i Dunava. Rimljani su protiv njih počeli ratovati sred. II. st. pr. Kr. Panonske Skordiske pokorio je Tiberije potkraj I. st. pr. Kr.
Grčka kolonizacija na Jadranu je naziv za naseljavanje antičkih Grka na jadranskim otocima i istočnoj obali. Grčki su pomorci i trgovci zalazili duboko u Jadransko more najkasnije od VII. st. pr. Kr., o čemu govore mnogobrojni nalazi posuđa i drugih predmeta otkrivenih na mnogim lokalitetima diljem Jadrana, no tek od VI. st. pr. Kr. imali su svoja trgovačka uporišta u sjevernoj Italiji (Adria, Spina), na ušću rijeke Pad. Pretpostavlja se da su trgovački emporij imali i na rijeci Neretvi. Neki antički pisci spominju i koloniju Kniđana na otoku Korčuli iz VI. st. pr. Kr., no za to nema arheološke potvrde. Najstariju i najveću grčku koloniju Issu osnovao je između 397. i 390. pr. Kr. na otoku Visu sirakuški tiranin Dionizije Stariji radi širenja svojega političkog utjecaja na Jadran. Na njegov poticaj Grci s egejskog otoka Para (Paros) osnovali su 385. do 384. pr. Kr. koloniju Pharos na mjestu današnjega Staroga Grada na otoku Hvaru. Grčki došljaci naišli su na otpor domaćeg ilirskog stanovništva, koje je pozvalo u pomoć svoje sunarodnjake s kopna. Prema antičkim piscima, malim brodicama pohrlilo je u borbu protiv kolonista 10 000 Ilira. Farani su na to pozvali u pomoć Isejce, kojih su goleme trijere lako pobijedile ilirsku flotilu. Navodno su Iliri u toj bitci imali 5000 mrtvih i 2000 zarobljenih boraca. Bila je to prva zabilježena bitka između Ilira i grčkih kolonista na Jadranu. Nakon smrti Dionizija Starijeg Issa se politički osamostalila i brzo postala jaka gospodarska i vojna sila. Osnovala je nekoliko svojih kolonija na srednjem Jadranu – u IV. st. pr. Kr. na otoku Korčuli u današnjoj Lumbardi, u III. st. dvije kolonije na kopnu, Tragurij (Tragoúrion, Trogir) i Epetij (Epétion, Stobreč), a u II. st. pr. Kr. utemeljila je uz već postojeće ilirsko naselje trgovački emporij Salonu (Salonai, Solin). Pretpostavlja se da su u srednjem Jadranu postojala i druga grčka naselja (Herakleja i dr.). Osim bogatog arheološkog materijala (vaze, novac, grobovi, gradske zidine itd.) grčki su kolonisti ostavili, na grčkom jeziku i pismu, i pisane natpise na kamenim pločama – najstarije pisane spomenike na tlu današnje Hrvatske.

### Rimski ratovi u Iliriku
Histri, narod koji je u prapovijesno i antičko doba obitavao na istarskom poluotoku do rijeke Raše na istoku, gdje je graničio s Liburnima. Premda ih neki antički pisci (Apijan, Marcijan i dr.) svrstavaju u ilirsku etničku skupinu, moderna znanost dvoji o njihovu ilirstvu. U predrimsko doba živjeli su u utvrđenim gradinskim naseljima (potvrđeno ih je oko 350), kojih su ostatci i danas vidljivi, a neki i arheološki istraženi (Nezakcij, Kaštel kod Buja, Picugi i dr.). U VI–V. st. pr. Kr. dolazili su u doticaj kako s Venetima na zapadu tako i sa stanovnicima istočnoalpskoga područja, a u njihovim bogatijim grobovima razmjerno su česti nalazi oslikanih keramičkih posuda s italskih obala (Apulija, Daunija), pa čak i iz Grčke. Iskapanja u Nezakciju otkrila su niz monumentalnih kamenih kipova (božica plodnosti, figure nagih mladića), nastalih pod utjecajem grčke arhajske umjetnosti oko VI. st. pr. Kr., koji se tumače kao dijelovi hrama posvećeni kultu pokojnika ili dijelovi nadgrobnih spomenika s prikazima heroiziranih pokojnika. Bili su poznati kao stočari i vinogradari, ali i kao opasni gusari. Liburni (grč. Λıβουρνοί, Liburnoí, lat. Liburni) su narod koji je nastavao teritorij od Krke (Titius) u Dalmaciji do Raše (Arsia) u Istri te susjedne otoke. Zapadno od njih bili su Histri u Istri, a u Dalmaciji južno od Krke Delmati, dok su u unutrašnjosti njihovi susjedi bili Japodi. Novija istraživanja odbacuju njihovu pripadnost ilirskom etničkom kompleksu. Provala Kelta na Balkanski poluotok (oko prve četvrtine IV. st. pr. Kr.) uzrokovala je mnoga pomicanja među tamošnjim narodima, pa i među Liburnima.
Japodi (grč. Ἰάποδες, Iápodes, Ἰάπυδες, Iápydes, lat. Japodes) su narod koje je u doba rimske vladavine nastavao područje Like, Ogulinsko-plaščanske udoline i Pounja. Nakon provale Kelta u te krajeve na poč. IV. st. pr. Kr. potpali su pod njihov utjecaj (Strabon i Dionizije Halikarnašanin nazivaju ih ilirsko-keltskim narodom); unatoč tomu njihova pripadnost ilirskom ili keltskom etničkom kompleksu nije potvrđena. Japodi su bili organizirani u teritorijalnim zajednicama koje su se grupirale oko utvrđenih naselja: Monetini (Monetium – Brinje), Avendeati (Avendo – Crkvina kraj Brloga), Arupini (Arupium – Prozor kraj Otočca) i dr. Delmati ili Dalmati su narod koji je u atničko doba nastavao područje srednje Dalmacije; njihovo glavno središte Delminij (Delminium) nalazilo se na Duvanjskome polju. Bili su stočari i ratari (svake osme godine ponovno su dijelili zemlju), konzervativni u običajima i vjerovanjima. U početku ovisni o Ardijejcima, odmetnuli su se od njih nakon smrti njihova kralja Pleurata (prva polovica II. st. pr. Kr.) i postali neovisni. Otada su stalno napadali svoje susjede, od kojih su se Daorsi i Isejci obratili za pomoć Rimljanima.
Iliri su samo jednom uspjeli stvoriti veću državu: u III. st. pr. Kr. okupili su Ardijejci pod svojom vlašću neka ilirske narode i organizirali državu (kralj Agron), koje se teritorij protezao od rijeke Krke sve do današnje Albanije. Ardijejci su ilirski narod koje je u IV. st. pr. Kr. živjelo u krajevima uz desnu obalu Neretve. Povlačeći se pred Keltima poslije 300. pr. Kr. zaposjeli su obalni pojas od današnjega Makarskog primorja do Pelješca. Oko pol. III. st. pr. Kr. pod njihovim vodstvom organiziran je veliki savez ilirskih naroda, koji je obuhvaćao teritorij od Cetine do Vojuše u Albaniji; središte toga saveza nalazilo se u području Skadarskog jezera, a najistaknutiji vladari saveza bili su Agron i Teuta. Kada su gusarskim pothvatima ugrozili trgovinu na Jadranu, sukobili su se s Rimljanima (229. pr. Kr.). U ratu su bili pobijeđeni, a njihova država, pod kraljicom Teutom, bila je sužena na uski pojas približno od Dubrovnika do grada Lezhe (Lezhë) na Drimu jer su neki narodi postali saveznici Rima. Ilirik (latinski Illyricum) je antički naziv za područja na Balkanskome poluotoku nastanjena Ilirima. Nakon rata s Ilirima 229. pr. Kr. ustrojen je rimski protektorat Ilirik nad grčkim kolonijama na istočnoj obali Jadrana i nad njihovim zaleđem.
U III. st. pr. Kr. Istra se našla na putu rimskog širenja prema istoku. God. 221. pr. Kr. došlo je do I. rimsko-histarskoga rata, kojemu su izravan povod bili histarski gusarski napadaji na moru, no oni su se nastavili i poslije. Rimski je Senat sjeverozapadno od Istre odlučio osnovati Akvileju, strateško uporište za obranu i buduća osvajanja, čemu su se Histri odupirali u II. ratu (183. do 181. pr. Kr.), ali je kolonija ipak osnovana. U III. ratu Histri su 178. pr. Kr. poraženi na sjeveru Istre pa su se s kraljem Epulonom utvrdili nedaleko Pule, u Nezakciju. Odlučujuću borbu vodili su 177. pr. Kr. s rimskim legijama u Nezakciju, koji je što je bio kraj slobode Histra. Vidjevši da se neće moći obraniti, ubili su svoje žene i djecu i bacili ih niza zidine, a njihov se kralj Epulon ubio mačem. Iz votivnih natpisa iz rimskoga doba poznata su imena njihovih božanstava (Eia, Iria, Boria, Trita i dr.), a niz nadgrobnih natpisa donosi njihova osobna i rodovska imena. Gencije je posljednji vladar saveza ilirskih naroda; vladao od 180. do 167. pr. Kr. Kao saveznik makedonskoga kralja Perzeja bio je zarobljen kod Skadra u ratu protiv Rimljana. Poslije živio u zatočeništvu u Italiji. U vojnom pohodu protiv ilirskoga kralja Gencija (167. pr. Kr.) Rim je kao pobjednik zavladao i njegovom državom. Područje kojim je vladao Rimljani su razdijelili na nekoliko dijelova; Ardijejcima je preostalo uglavnom samo područje Makarskog primorja.
U novim ratovima (156. pr. Kr. protiv Delmata, 135. pr. Kr. protiv Ardijejaca i Plereja, 129. pr. Kr. protiv Histra i Japoda, od 78. do 76. pr. Kr. protiv Delmata, i dr.) Rimljani su osvojili sve više područja naseljenih Ilirima. U borbama s Rimljanima, Delmati su bili različite sreće: 156. pr. Kr. potukli su rimsku vojsku, 155. pr. Kr., nakon osvojenja Delminija, morali su s Rimom sklopiti mir. Nakon ponovnog poraza što su ga Ardijejcima nanijeli Rimljani 135. pr. Kr., Ardijejci su preseljeni u unutrašnjost. Rimljani su s Liburnima te ostalim Ilirima, dolazili već rano u sukobe, i to osobito zbog gusarenja. Do posljednjeg, IV. rimsko-histarskoga rata došlo je 129. pr. Kr. pri rimskom pohodu na Japode. U II. st. pr. Kr. Japodi su iz svojih sjedišta često upadali na područje sjeverne Italije. Zbog toga su ih Rimljani u više navrata pokušavali pokoriti; nakon vojne intervencije 129. pr. Kr., konzul Gaj Sempronije Tuditan slavio je u Rimu trijumf. Rimljani su spomenute godine svladali Histre i Liburne, tako da je 119. pr. Kr. rimska vojska nesmetano prolazila kroz njihova područja i morem i kopnom, ratujući protiv drugih ilirskih naroda.
God. 78. pr. Kr. Delmati su digli protiv Rima ustanak i zauzeli Salonu. Kada je Ilirik 59. pr. Kr. ušao u prokonzularno područje Julija Cezara, Liburni su za ustanka Japoda i Delmata protiv rimske vlasti (52. pr. Kr.) ostali vjerni Rimljanima i namaknuli im pomoćne čete protiv ilirskih pobunjenika. Otkako su 50. pr. Kr. pokorili Liburne, Rimljani su zavladali cijelim istarskim poluotokom. Histrima je oduzet dio zemljišta, nisu se smjeli baviti trgovinom, nisu smjeli nositi oružje ni imati ratne lađe, ali je dio njih u unutrašnjosti poluotoka dugo zadržao znakove svoje posebnosti. God. 48. pr. Kr. Delmati su pobijedili Cezarovu vojsku, no kao namjesnik Ilirika Cezar je ipak stišao ilirski ustanak 46. pr. Kr. Rimljani su oko 42. pr. Kr. granicu pomaknuli na Rižanu. Pošto je pobjednički završio građanski rat i ugušio republikanski pokret, Cezarov nasljednik Oktavijan 35. pr. Kr. poveo je akciju kako bi konačno pokorio buntovne Ilire, pa je u toj akciji razoružao i Liburne, zaplijenivši im njihove ratne brodove. Japode je konačno pokorio Oktavijan u ratu od 35. do 33. pr. Kr., osvojivši njihovo posljednje uporište Metulum (najvjerojatnije Viničica kod Josipdola), a potom krenuo na Sisciju (Sisak) te ju zauzeo. God. 33. pr. Kr., pritisnuti nadmoćnim rimskim snagama, Delmati su zatražili od Oktavijana mir.
Ime Dalmacija (Dalmatia) javlja se od I. st. pr. Kr. kao naziv za područje nastanjeno plemenom Delmata (Dalmata) i njemu srodnih ilirskih plemena, odnosno kao istoznačnica za ime Ilirik, kojim su Rimljani označavali taj kraj. Novim osvajanjima Ilirik se širio. U drugoj pol. I. st. pr. Kr. rimski je Ilirik obuhvaćao područje od rijeke Raše u Istri do rijeke Mati u Albaniji; on je od 27. pr. Kr. bio senatska pokrajina, kojoj je potom bio upravno pripojen i teritorij Panonije. Rimljani su oko 12. pr. Kr. granicu pomaknuli na Rašu kada je osnovana X. regija Italije, Venetia et Histria. Panonija je nakon Panonskoga rata od 12. do 9. pr. Kr. postala rimskom provincijom. God. 12. pr. Kr. Delmati su se ponovo pobunili, a kada su god. 6. ilirski Desidijati digli ustanak, Delmati su im se priključili.
Batonski rat (lat. Bellum Batonianum) je rat Rimljana protiv pobunjenih Ilira od 6. do 9. god. Ustanak su u Dalmaciji podignuli ilirski Desidijati na čelu s Batonom; oni su prodrli do Salone i zatim na jug sve do Apolonije. Nakon poraza što im ga je nanio Mesalin, koji je po Tiberijevu nalogu došao iz Galije kako bi ugušio ustanak, dalmatinski ustanici udružili su se s panonskim Breucima, čiji se vođa također zvao Baton. Breuci su zaposjeli područje između Sirmija i Dunava, gdje su se neko vrijeme uspjeli održati. Ustanak je ugušen 8. god. pošto su vođu Breuka Batona, zbog izdaje, smaknuli sami Iliri. Ustanak u Dalmaciji ugušio je Tiberije 9. god. nakon opsade Andetrija (Muća) i zarobljavanja Batona, vođe Desidijata. Bio je to kraj borbi Ilira protiv Rimljana, koja je trajala dva i pol stoljeća. Pošto je skršen ustanak ilirskih naroda 6–9. godine, Ilirik je podijeljen na pokrajine Pannonia superior i Provincia Illyricum (poslije Dalmatia). Po Delmatima su Rimljani prozvali Dalmacijom svoju dotadašnju provinciju Ilirik.

### Rimska vlast u Iliriku
Od 9. god. počinje romanizacija Ilira, koja je, međutim, aktivnije zahvatila samo okolicu upravnih središta, garnizona, vojnih uporišta i postaja na cestama.  Otada Iliri ulaze u rimsku vojsku, stječu različite položaje u upravi, a neki od njih postaju i carevi (Aurelijan, Prob, Dioklecijan i dr.). Dolazak Rimljana u ilirske krajeve izazvao je velike promjene u sveukupnom životu, pa tako i u umjetnosti. Rimski likovni izraz prihvatilo je uglavnom gradsko stanovništvo, dok su starosjedioci nastavili razvijati svoju umjetnost, koja je procvala u doba kasnoga Carstva.
U drugoj polovici II. st. (vjerojatno za rata s Markomanima) granica X. regije Italije, Venecije i Istre je bila pomaknuta do Rječine. Rimska vladavina donijela je veće promjene, osnovane su naseobine (Pola, Tergeste, Parentium) iz kojih se romanizacija širila prema unutrašnjosti. Drevni stanovnici Istre nisu u većoj mjeri sudjelovali u Ilirskom ustanku (6–9), ali se pacifikacijom Ilira dodatno učvrstila rimska vlast u Istri. Razdoblje mira pogodovalo je gospodarskom razvoju: proizvodnja maslinova ulja i vina, uzgoj pšenice, proizvodnja amfora i tkanina, kamenolomi. Glavnina prometa odvijala se Flavijskom cestom (via Flavia) od Trsta do Pule te morem duž zapadne obale poluotoka. Zamah je doživjelo graditeljstvo, što je osobito vidljivo u Puli (amfiteatar, slavoluk Sergijevaca, Augustov hram i dr.).
Panonija (grčki Παννονία, Pannonίa, latinski Pannonia) je antički naziv za područje kojemu je na sjeveru i istoku, od Bečke šume do ušća Save u Dunav, bila granica desna obala Dunava; na jugu je granica bila nešto južnije od Save i Kupe, a na zapadu je Panonija graničila s Norikom. Panoniju su nastanjivali Panonci, pomiješani mjestimično s keltskim plemenima (Skordisci, Boji, Latobici i dr.). Na poč. II. st. upravno je bila podijeljena na Gornju Panoniju (Pannonia Superior) na zapadu i na Donju Panoniju (Pannonia Inferior) na istoku.
Granica rimske pokrajine Dalmacije tekla je od ušća Raše u Istri na Snježnik, odatle, crtom približno usporednom sa Savom, preko utoka Sane u Unu do izvorišta rijeka Kolubare i Ljiga u današnjoj Srbiji; odatle se spuštala Ibrom na Šar-planinu, a potom skretala prema zapadu na rijeku Mati (Albanija) i zatim dopirala do mora, a pripadalo joj je i istočnojadransko otočje od Kvarnera do Boke. Priobalno područje nastavala su mnogobrojna ilirsko-keltska plemena (Liburni, Delmati, Ardijejci i Plereji), a unutrašnjost Japodi, Mezeji, Desidijati, Dokleati i dr. Kao važna uporišta rimske uprave razvile su se kolonije Iadera (Zadar), Narona (Vid kraj Metkovića), Aequum (Čitluk kraj Sinja), Epidaurum (Cavtat), municipij Scardona (Skradin) te stari grčki gradovi s postignutim rimskim municipalnim statusom Issa (Vis), Pharus (Stari Grad na Hvaru) i dr. Glavni grad provincije bila je Salona (Solin), gdje je isprva bilo sjedište carskoga namjesnika, a poslije vojnog zapovjednika i civilnoga guvernera. Zbog potreba uprave, vojske i trgovine, provincija Dalmacija bila je dobro povezana s Italijom, a dobre su veze uspostavljane i između pojedinih gradskih središta (cestovne komunikacije i plovni riječni putovi).
Nastavljajući razdoblje razvoja, koje je bilo prekinuto Cezarovom smrću, Oktavijanov (Augustov) principat, od 31. pr. Kr. do 14., značio je novo razdoblje u povijesti Rimskoga Carstva. Izvan Italije Augustova se vlast temeljila na vojnoj sili i na njemu podređenim provincijama, a u Rimu u prvom redu na njegovoj tribunskoj vlasti. Za Augustove vladavine bili su postavljeni temelji uprave Rimskoga Carstva, koje je jedno stoljeće nakon njegove smrti, za vrijeme cara Trajana (98. – 117.), dosegnulo najveći opseg, stjecanjem i osvajanjem novih provincija – od Mezije (29. pr. Kr.), Recije i Norika (15. pr. Kr.) preko Palestine, Panonije (9.), Britanije (43.), Tracije (46.), Ponta i Germanije (gornje i donje) do Arabije, Dacije (107.) i Mezopotamije (115.).
Već je za Marka Aurelija (161. – 180.) počelo raspadanje toga golemoga carstva, u ratovima protiv Parta na istoku i Markomana na sjeveru. U državi koju su na njezinim granicama sve jače ugrožavali »barbari«, vlast je prelazila u ruke legija. Legije i pretorijanci izvikivali su svoje vojskovođe za careve, koji najčešće više i nisu bili Rimljani. To je razdoblje vladavine vojnih careva, od Pertinaksa do Kara (192. – 283.). Dok su se oni borili za vlast, namjesnici u provincijama vladali su gotovo potpuno samostalno, a Rim je gubio ekonomsko i političko vodstvo u Carstvu. Karakalina Constitutio Antoniniana (212.) izbrisala je i posljednju razliku između Italije i ostalih područja Rimskoga Carstva: svi slobodni građani stekli su rimsko građansko pravo. Gotovo cijelo III. st. bilo je ispunjeno unutrašnjim borbama za vlast, a državne su granice istodobno bile pod stalnim pritiskom Germana na sjeveru i zapadu te Parta i Perzijanaca (Sasanidi, od 226.) na istoku. Istodobno je počela borba između državne vlasti i kršćanstva (novi progoni kršćana za cara Decija, 249–251), a posvuda u državi izbijali su nemiri među kolonima, koji su zbog ekonomske krize bili u teškim dugovima. Osobito su jaki nemiri bili u Galiji, gdje je protiv bagauda (galskih pobunjenih seljaka) Rim morao voditi prave ratove.
U tom potpunom rasulu nekim vladarima ilirskoga podrijetla (Klaudije II., Aurelijan, Prob) uspjelo je stvoriti podlogu za obnovu Carstva. Aurelijan (270. – 275.) je nastojao uspostaviti jedinstvo države na temelju jedinstvene državne religije sa središnjim kultom sunca (Sol invictus). Car je dobio naslov restitutor orbis Romani i dominus et deus, što je značilo da nestaje principat što ga je inaugurirao August, a uvodi se novi oblik vladavine, dominat, tj. apsolutna monarhija po uzoru na orijentalne monarhije. Prvi izraziti predstavnik dominata bio je car Dioklecijan (284. – 305.), koji je osigurao državne granice, slomio otpor pobunjenih robova i kolona, vlast Senata ograničio isključivo na grad Rim, preuredio vojsku i reorganizirao državnu upravu te podijelio cijelo carstvo na 4 prefekture. U toj »tetrarhiji«, u kojoj je Dioklecijan i dalje ostao vrhovni gospodar i koja prema tomu nije značila nikakvu stvarnu diobu Carstva, njegov suvladar bio je Maksimijan. On je dobio na upravu Italiju i Afriku (rezidencija Mediolanum – Milano), cezar Konstancije I. Hispaniju, Galiju i Britaniju (rezidencija Augusta Treverorum – Trier i Eboracum – York), a cezar Galerije Ilirik s Makedonijom i Grčkom (rezidencija Sirmium – Srijemska Mitrovica). Dioklecijan je zadržao za sebe cijeli Istok (rezidencija Nicomedia – danas Izmit).
Dioklecijanovom je reformom 297. Ilirik postao jedna od četiriju prefektura Rimskoga Carstva, koja je obuhvaćala gotovo cio Balkanski poluotok, a upravno je bila podijeljena na dijeceze Illyricum orientale i Illyricum occidentale. Nastavljena je upravna razdioba Dalmacije; odvajanjem područja na jugu ustrojena je pokrajina Prevalitana (Praevalis) s glavnim gradom Scodrom (Skadar). Granica podjele išla je od Budve na ušće Lima u Drinu, a odatle na izvorište Kolubare. Jedan od triju administrativnih i sudbenih kotara na koje je bila podijeljena Dalmacija zvao se liburnijskim (conventus Liburnicus), a sjedište mu je bilo u Scardoni (Skradin).  Dioklecijan je podijelio cijelu Panoniju na četiri područja. Gornju Panoniju podijelio je na Savsku Panoniju (Pannonia Savia ili Pannonia Ripariensis ili Pannonia Interamnensis) sa sjedištem u Sisciji (Siscia, danas Sisak) i na Prvu Panoniju (Pannonia Prima ili Pannonia Superior) sa sjedištem u Savariji (Savaria, danas Szombathely). Donju Panoniju podijelio je na Drugu Panoniju (Pannonia Secunda ili Pannonia Inferior ili Pannonia Sirmiensis) sa središtem u Sirmiju (Sirmium, danas Srijemska Mitrovica) i na Panoniju Valeriju (Pannonia Valeria, po svojoj kćeri Valeriji) sa sjedištem u Sopijani (Sopianae, danas Pečuh).
Južni dio Hrvatske, zajedno sa svojim hercegovačko-bosanskim zaleđem, pripadao je rimskoj provinciji Dalmaciji, a sjeverni provinciji Panoniji. Dalmacija te dijelovi Istre, koji su u doba Augusta otrgnuti od Ilirika, bolje su istraženi i bogatiji spomenicima: Poreč (Parentium) (centurijacija, ranokršćanski sklop biskupa Eufrazija), Pula (Pola) (bedemi s vratima i slavolukom, kapitolij s hramovima, stambene insule, dva kazališta, amfiteatar, nekropola), Vizače (Nesactium) (utvrde, forum s hramovima i bazilikom, ranokršćanska crkva), Veli Brijun (ladanjsko-gospodarske vile, terme, hramovi, kršćanska bazilika, bedemi), Krk (Curicum) (bedemi, terme, ranokršćanska bazilika), Omišalj na Krku (Fulfinum) (ranokršćanska bazilika), Osor (Apsorus) (bedemi s vratima, kasnoantičko groblje s crkvom), Starigrad pod Velebitom (Argyruntum) (rimska nekropola), otok Pag (ranokršćanske crkve), Nin (Aenona) (bedemi, insule, forum s kapitolijem, ranokršćanske crkve), Zadar (Iader) (bedemi s vratima, forum s kapitolijem, stambene insule, niz ranokršćanskih crkava, nekropole), Muline na Ugljanu (vila i memorijalni kršćanski sklop), Podgrađe kraj Benkovca (Asseria) (bedemi, slavoluk, forum, hramovi), Bribir (Varvaria) (bedemi s vratima, kuće, nimfej), Danilo (Rider) (terme, vila, ranokršćanska crkva), Solin (Salona), metropola Dalmacije (bedemi s kulama i gradskim vratima, ulice, stambene insule, forum s kapitolijem, kazalište s hramom, amfiteatar, terme, vodovod, gradski i cemeterijalni kršćanski sklopovi), Split (Aspalathos) (carska palača, ranokršćanske crkve). Grčke naseobine na otocima Visu, Hvaru, Korčuli, te na priobalju u Trogiru, Stobreču, važna su arheološka nalazišta: Vis (Issa) (megalitski bedemi s akropolom, javne i privatne građevine, agora, grobna arhitektura – stele i naiskosi, keramičke peći, epigrafički nalazi, skulptura, novci, keramika, posuđe, nakit), Stari Grad (Pharos) (megalitski bedemi s kulom, građevine, epigrafički ulomci, novci, keramika), Lumbarda (cisterna, psefizma – zapis u kamenu o uređenju zemljišnih odnosa među stanovnicima novoutemeljene kolonije, grobovi), Trogir (Tragurion) (ostatci bedema, arhitekture, kameni reljefni i epigrafički nalazi, među kojima je i čuveni Kairos), Stobreč (Epetion) (ostatci bedema i gradskih vrata), zatim Čitluk (Aequum) (utvrde i forum), Vid kraj Metkovića (Narona) (bedemi s kulama, forum, više ranokršćanskih crkava), Cavtat (Epidauros) (vile, crkva), Polače na Mljetu (vila, niz crkava), Vinkovci (Cibalae) (bedemi, terme, bazilika, nekropole), Osijek (Mursa) (bedemi, stambene insule, nekropole), Štrbinci (Certissia) (kasnoantička nekropola), Sisak (Siscia) (bedemi, terme, kanalizacija, nekropole), Šćitarjevo (Andautonia) (terme), Varaždinske Toplice (Aquae Iasae) (gradski termalni sklop s forumom, kapitolijem i bazilikom, preinačenom u kršćansku crkvu).

### Rano kršćanstvo i kasna antika
Nakon Dioklecijanove abdikacije, iz borbe za prijestolje izišao je kao pobjednik Konstantin I. Veliki (325–337). On je prekinuo Dioklecijanove reforme, svoju rezidenciju premjestio u Bizantij (od tada Constantinopolis) i prekinuo progon kršćana (Milanski edikt, 313.), koji je još za Dioklecijana bio u punom jeku. Nakon nekoliko godina kršćanstvo je već bilo u prvom planu javnoga života u Rimu, a formulacija da je car »dominus et deus« dobila je od tada kršćanski biljeg. Politička dogma da je car kao Kristov namjesnik jedini i vrhovni autoritet u crkvi i državi postala je temelj cezaropapističke ideje Bizantskoga Carstva, koje je željelo formalno i stvarno biti baštinik Rimskoga Carstva. Konstantinovi nasljednici nisu uspjeli sačuvati jedinstvo Carstva: germanska plemena prodirala su masovno na njegov teritorij, dok su istodobno borbe za prijestolje rušile i posljednje tragove unutrašnje povezanosti. Teodozije I. (379. – 395.) još je jednom, na kratko, ujedinio cijelo Carstvo. Za njegove vladavine kršćanstvo je postalo (391.) državnom religijom: bio je zabranjen svaki poganski kult, a posljednje Olimpijske igre održale su se 393. Teodozijeva smrt značila je ujedno i konačnu podjelu Carstva na Istočno Rimsko Carstvo (Bizant) i na Zapadno Rimsko Carstvo. Iako je Carstvo formalno i dalje bilo jedinstveno, nakon Teodozijeve smrti 395. nije više nikada (osim dijelom pod Justinijanom I.) bilo pod upravom jednoga vladara, već je jedan vladao na Istoku, a drugi na Zapadu.
Oslabljeno unutrašnjim nemirima, osobito u provincijama, Carstvo se nije moglo oduprijeti sve jačemu pritisku germanskih plemena, u prvom redu Zapadnih Gota, koji su u kolonima i robovima našli dobre saveznike unutar Carstva. God. 410. Alarik I. osvojio je Rim i od tada je Ravenna postala rezidencija zapadnorimskih vladara. Time je stvoren uvjet za postupno jačanje vlasti rimskih biskupa i stvaranje jezgre buduće Papinske Države. Za careva Honorija i Valentinijana III. (425. – 455.) Rimsko Carstvo izgubilo je Hispaniju, Galiju, Britaniju i Afriku; na njegovu nekadašnjem teritoriju države su osnovali Zapadni Goti, Vandali i Burgundi. Zapadno Rimsko Carstvo bilo je odviše slabo da bi moglo vlastitim snagama braniti državne granice i održati red u zemlji te se sve više oslanjalo na »barbarsku« plaćeničku (dobrim dijelom germansku) vojsku. Tako su odsudnu političku ulogu dobili vođe tih plaćeničkih četa. Njihov se utjecaj još više pojačao otkako je Carstvo uz njihovu pomoć odbilo napad Huna pod Atilom na Mauričkom polju (Campus Mauriacus, 451.). Na kraju je jedan od germanskih vojskovođa, Odoakar, srušio 476. posljednjega cara Zapadnoga Rimskoga Carstva Romula Augustula. Taj datum historiografija uzima kao datum propasti Zapadnoga Rimskoga Carstva.
Bizantski (istočnorimski) carevi zastupali su i dalje ideju jedinstva Rimskoga Carstva i smatrali sebe njegovim univerzalnim baštinicima, i nisu u svrgavanju Romula Augustula vidjeli pad Zapadnorimskoga Carstva. Za njih su i Odoakar i istočnogotski vladari u Italiji bili samo namjesnici istočnorimskoga cara u zapadnoj polovici Carstva. Istočnorimski car Zenon dao je Odoakaru naslov patricija i priznao njegovu upravu u Italiji, dok je Odoakar načelno priznavao Julija Nepota za cara. Održavao je dobre odnose s rimskim senatom, a upravu je prepustio rimskim činovnicima. Premda je bio arijanac, nije se sukobio s pravovjernom Crkvom. Nakon smrti Julija Nepota zauzeo je Dalmaciju i Savsku Panoniju (481. – 482.). Njegovo je jačanje izazvalo napetosti s Bizantom pa je uništio germanske Rugijce u Noriku (487. – 488.), s kojima se Konstantinopol bio povezao. Od Vandala je preuzeo Siciliju, obvezavši se na plaćanje danka. U dogovoru sa Zenonom, Teodorik je krenuo u ljeto 488. s Ostrogotima u Italiju, sa zadaćom da zbaci Odoakra. Nakon tri i pol godine promjenljivih uspjeha u borbama, Odoakar se nakon poraza na Soči i kraj Verone (489.) te na Adui (490.) povukao se u Ravennu. Ondje ga je Teodorik, unatoč dogovoru da će zajedno vladati, na prijevaru dao ubiti.
Teodorik je uspostavio Ostrogotsko Kraljevstvo u Italiji, koje je obuhvaćalo i južni Norik, jugoistočnu Galiju, Dalmaciju i južnu Panoniju. Carstvo mu je vladarski položaj priznalo 497. dodijelivši mu naslove naslove magister militum i patricius za Italiju. Vojnim pohodima i diplomacijom, osobito ženidbenim vezama, osigurao je prvenstvo među germanskim vladarima u Zapadnoj Europi, ali je njegov sustav saveza na kraju doživio slom. Nastojao je održavati dobre odnose s rimskim stanovništvom, italorimskom aristokracijom i rimskom Crkvom. Poticao je gospodarstvo i gradnju, od čega je osobitu korist kao prijestolnica imala Ravenna.  Ondje je i pokopan u vlastitoj grobnici 526. Nakon Teodorikove smrti snaga italske ostrogotske države, koja je oko sebe okupila mnogobrojne Germane i dosegla visoki stupanj kulture, počinje slabiti. Pošto je 532. sklopio s Perzijskim Carstvom »vječiti mir«, Justinijan, bizantski car od 527. se okrenuo zbivanjima na zapadu. U ratu od 535. do 555. Belizar i Narzes slomili su ostrogotsku državu u Italiji i Iliriku te ju pripojili Bizantskomu Carstvu. Ratni uspjesi na zapadu privremeno su zastali oko 540., zbog gospodarske krize, prouzročene dijelom i velikom epidemijom kuge. U 540-ima započeli su i prvi upadi Slavena preko dunavskoga limesa.
Uz dopuštenje cara Justinijana, Langobardi su se naselili u Panoniji i u istočnom Noriku kao bizantski saveznici protiv Ostrogota. Suparništvo s jugoistočnim susjedima Gepidima imalo je za posljedicu žestoke ratove okončane 567., kada su Langobardi pod kraljem Alboinom (oko 560. – 572.) u savezu s Avarima potukli Gepide. Već sljedeće godine (568.) prešli su, pod Alboinom, u Italiju opustošenu dugotrajnim ostrogotskim ratovima te su osvojili više sjevernotalijanskih gradova. Nakon odlaska Langobarda, Avari su postali su gospodarima Panonije, podvlastivši tamošnja slavenska plemena. Nakon doseobe u Panoniju, Bizant im, ugrožen od Perzijanaca, ustupa 574. dio Srijema, ali oni 582. zauzimaju Sirmium, koji im je poslužio za prodore prema Konstantinopolu. Idućih desetljeća Avarima zajedno s podložnim slavenskim plemenima ratuju na Balkanu s Bizantom, te čestim pohodima pustoše teritorije zapadnih susjeda (Bavaraca i Langobarda). Na prijelazu iz VI. u VII. st. preko sjevernih dijelova Istre prodiru u Italiju.
Papa Grgur Veliki (590. – 604.) zabilježio je i dolazak Hrvata. Godine 600. je pisao nadbiskupu Salone Maksimu da je »zbunjen izravnom opasnošću koja prijeti od slavenskih naroda, zato što je preko istarskoga prijelaza počeo ulaziti u Italiju«. Ti Slaveni vjerojatno su bili Hrvati koji su se potkraj VI. i poč. VII. stoljeća selili iz dotadašnjega boravišta u Bijeloj Hrvatskoj prema Jadranu. Nakon neuspješne opsade Carigrada (626.) slabi avarska moć te se njihov utjecaj ograničava na Panoniju. Prema tvrdnji cara Konstantina VII. Porfirogeneta (913. – 959.), Hrvati su za cara Heraklija (610. – 641.) kao saveznici Bizanta u ratu s Avarima osvojili ondašnju Dalmaciju, gdje su se trajno naselili. Nakon novih arheoloških nalaza i pronađenih spomenika pomaknuta je vjerojatna godina razrušenja Salone na 626., utvrđeno je da je Veliki Sever, organizator povratka razbježalih Solinjana s otokâ u Dioklecijanovu palaču zaista postojao. U to se uklapa i pouzdana vijest o dolasku opata Martina (641.) u razdoblje između razorenja Salone i povratka njezinih stanovnika na obalu. Prema Liber pontificalis papa Ivan IV. Dalmatinac (640. – 642.) poslao je opata Martina da u Istri i Dalmaciji otkupi zarobljene kršćane i kosti kršćanskih mučenika, koje su držali pogani. Nakon prolaska krajevima što su ih nedugo prije bili zaposjeli Hrvati, Martin se u Rim vratio s kostima ilirskih mučenika iz doba Dioklecijanovih progona. Posmrtne ostatke mučenika Anastazija (Staša), Dujma, Maura, Venancija i drugih, Ivan IV. dao je pohraniti u oratoriju uz krstionicu lateranske bazilike u Rimu, o čem svjedoči veliki mozaik s njihovim likovima, koji je dao podignuti njegov nasljednik Teodor I. (642. – 649.).
Avarsko-slavenska kultura je srednjovjekovna kultura raširena uglavnom u Panoniji od druge polovice VI. do početka IX. st. Među istraživačima su postojale dvojbe: treba li tu kulturu vezati etnički uz Avare (Obre) ili je to kultura avarskoga doba. Osim Avara u njezinu su nastanku imali udjela Kutriguri, Slaveni i druge etničke skupine koje su živjele na tom prostoru. Unutar te kulture razlikuju se dva arheološka horizonta: stariji, od oko 568. do oko 650., i mlađi, nakon 670. do oko 800., što se povijesno podudara s razdobljem prvoga i drugog avarskoga kaganata. Arheološki nalazi utvrđeni su, osim u Panoniji, također u Austriji, Bugarskoj, u unutrašnjosti Hrvatske (Biskupija kraj Knina, Smrdelj kraj Skradina), u Moravskoj, Slovačkoj, ali ostaje dvojbeno je li sve to bio avarski životni i politički prostor, ili pak ti nalazi potječu od manjih skupina koje su se ondje našle, a dio nalaza mogao je dospjeti i trgovačkim ili drugim odnosima. U grobnim prilozima nedostaju bizantski zlatnici. Česti su ukopi pokojnika zajedno s konjem, po nomadskom običaju. U većem broju grobova pronađeno je oružje (luk, tobolac sa strjelicama, mač, bojna sjekira) te gotovo redovito nož i kresivo. U ženskim grobovima pronađen je nakit od plemenitih kovina i bisera, a u muškima još okovi, kopče i jezičci na remenju. Nalazi starijeg i mlađeg horizonta, tj. nekropole i pojedinačni grobovi, utvrđeni su također u Bačkoj, Banatu, Hrvatskoj, posebice u međurječju Dunav–Sava–Drava. Nakon sloma avarske vlasti krajem VIII. st., na arheološkim nalazima prvih desetljeća IX. st., u avarsko-slavenskoj kulturi počinju prevladavati slavenska obilježja (nekropole u Brodskom Drenovcu, Otoku).